# Hieronim Kajsiewicz

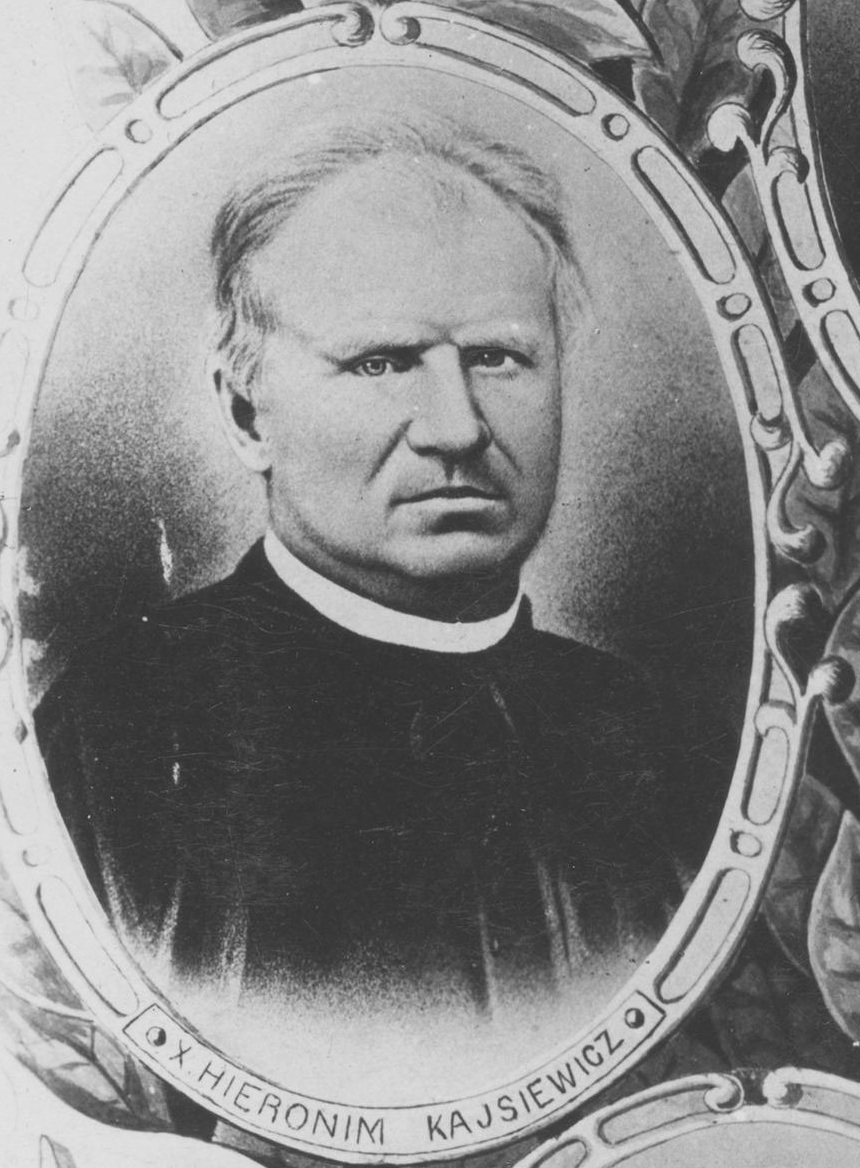
Hieronim Kajsiewicz

Ambroży Hieronim Józef Kajsiewicz (Giełgudyszki, 7 dicembre 1812 – Roma, 26 febbraio 1873) è stato un presbitero polacco, confondatore delle congregazioni della Risurrezione di Nostro Signore Gesù Cristo e delle Suore dell'Immacolata Concezione della Beata Vergine Maria.

## Biografia
Compiuti gli studi ginnasiali a Sejny, nel 1829 si iscrisse all'università di Varsavia per studiare giurisprudenza. Abbandonò gli studi per dedicarsi al lavoro letterario e fondò un giornale. Prese parte all'insurrezione polacca del 1830 contro il potere russo arruolandosi nel reggimento degli ulani. Fallita l'insurrezione, esulò in Francia, dove partecipò alla vita politica della comunità polacca. Grazie all'incontro con il poeta polacco Adam Mickiewicz, si avvicinò al cattolicesimo.
Conobbe Bogdan Jański e Piotr Semenenko e il 17 febbraio 1836 iniziò con loro a condurre vita comune con loro nella "casuccia" che Jański aveva aperto a Parigi a tutti i polacchi che desideravano avvicinarsi a Dio. Si iscrisse con Semenenko ai corsi di teologia del Collège Stanislas a Parigi, dove fu prefetto dei ragazzi delle medie, e si trasferì poi a Roma per studiare presso il Collegio Romano.
Fu ordinato prete il 5 dicembre 1841 e il 27 marzo 1842 emise i voti insieme con il primo gruppo di membri della nuova congregazione risurrezionista, di cui fu superiore generale fino alla morte. Lavorò inizialmente a Roma, presso la chiesa dei Santi Claudio e Andrea dei Borgognoni, poi a Parigi e in altri paesi, sempre fra gli emigrati polacchi.
Insieme con le sue penitenti Marcelina Darowska e Józefa Karska fondò la congregazione delle Suore dell'Immacolata Concezione della Beata Vergine Maria, per le quali redasse la prima regola.
Contrastò la diffusione delle dottrine di Andrzej Towiański e cercò di limitare l'influenza delle idee nazionalistiche e liberali sul cattolicesimo polacco.
Morì a Roma nel 1873. Nel 1956 i suoi resti furono traslati dal cimitero del Verano alla chiesa della Risurrezione a Roma, presso la casa generalizia del suo istituto.